# Jouy-lès-Reims
Jouy-lès-Reims is een gemeente in het Franse departement Marne (regio Grand Est) en telt 176 inwoners (1999). De plaats maakt deel uit van het arrondissement Reims.

## Geografie
De oppervlakte van Jouy-lès-Reims bedraagt 1,9 km², de bevolkingsdichtheid is 92,6 inwoners per km².
De onderstaande kaart toont de ligging van Jouy-lès-Reims met de belangrijkste infrastructuur en aangrenzende gemeenten.

## Demografie
Onderstaande figuur toont het verloop van het inwonertal (bron: INSEE-tellingen).

## Externe links

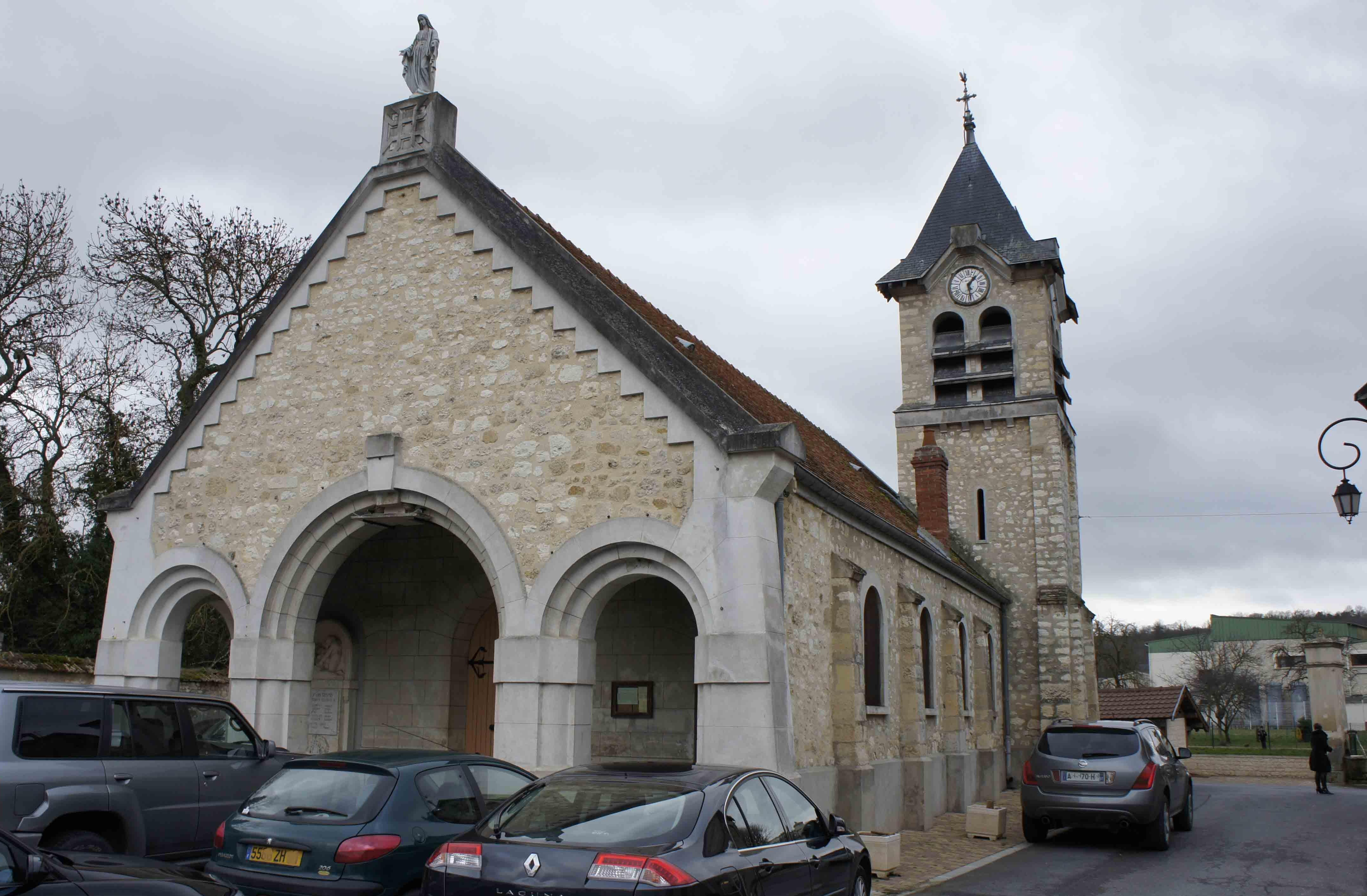